# Paul Dillett
Paul Dillett (* 12. April 1965 in Montreal, Québec) ist ein kanadischer ehemaliger Profi-Bodybuilder der IFBB. Seine etablierten Spitznamen sind Freak-einstein und Jurassic Paul. Heute ist er als Unternehmer tätig und gegenwärtiger Eigentümer und CEO von World Beauty Fitness & Fashion Inc, dem Veranstalter der World Beauty Fitness & Fashion Competition.

## Leben
Dillett wurde am 12. April 1965 in Montreal als Sohn eines Franzosen und einer Jamaikanerin geboren. Vor seiner Zeit als Bodybuilder spielte er in der Canadian Football League. Um sich dort stetig zu verbessern, besuchte er verstärkt das Fitnessstudio und blieb dem Kraftsport schließlich erhalten. Seinen ersten professionellen Bodybuilding-Einsatz hatte er bei den North American Championships 1991. Dort konnte er im Schwergewicht den zweiten Platz erreichen. 1993 trat er bei den Arnold Classic an, wo er den vierten Platz erreichte, und bei Mr. Olympia, wo er auf dem sechsten Platz landete. Im selben Jahr nahm er am Ironman Pro Invitational teil, wo er Vierter wurde. Bei den Arnold Classic im Jahr 1994 erstarrte aufgrund von Muskelkrämpfen Dillett bei seiner Darbietung auf der Bühne und musste von vier Männern von der Bühne getragen werden. Zwei Jahre später schaffte er es auf den dritten Platz der Arnold Classic. 1999 nahm er am Wettbewerb Night of Champions teil und belegte dort den ersten Platz. Im Folgejahr konnte er seinen Titel nicht verteidigen und kam auf den dritten Platz.
Dillett gründete 2007 die World Beauty Fitness & Fashion Competition, kurz WBFF. Der Wettbewerb bewertet die allgemeine Schönheit und Marktfähigkeit einer Person. Dazu gehört nicht nur der Körperbau, sondern auch die Bühnenpräsenz. Amateure und Profi-Bodybuilder treten in verschiedenen Disziplinen an, darunter Bodybuilding Pro (Männer), Muscle Model, Fitness Model, Figur Pro (Frauen), Diva Fitness Model und Diva Bikini Model.
2012 beendete er seine Karriere als professioneller Bodybuilder. In Expertenkreisen gilt der allgemeine Konsens, dass Dillett zwar ein, auch durch seine Genetik, „begabter Athlet mit enormer Statur war“, es ihm aber an Talent auf der Bühne fehlte, darunter die Posing-Routinen. Die Experten sind der Meinungen, dass er ansonsten bei Wettbewerben höhere Platzierungen erreicht hätte. Dillett wurde in zahlreichen Artikeln zum Thema Fitness und Bodybuilding vorgestellt und wurde unter anderem auf dem Cover des Magazins Muscular Development abgebildet. Im September 1994 und September 1996 sowie im Mai 1997 war er Thema in der Flex.

### Wettkampferfolge
Dillett brachte bei einer Größe von 1,88 m ein Off-Season-Gewicht von bis zu 150 Kilogramm auf die Waage. Sein Wettbewerbsgewicht lag bei 129 Kilogramm. Er trat als Profi-Bodybuilder für die Vereinigten Staaten an.
- 1991: North American Championships, Heavyweight, Zweiter
- 1992: North American Championships, Heavyweight, Sieger
- 1993: Arnold Classic, Vierter
- 1993: Ironman Pro Invitational, Vierter
- 1993: Mr. Olympia, Sechster
- 1994: Grand Prix England, Vierter
- 1994: Grand Prix France (2), Zweiter
- 1994: Grand Prix France, Sieger
- 1994: Grand Prix Germany (2), Sieger
- 1994: Grand Prix Germany, Dritter
- 1994: Grand Prix Italy, Zweiter
- 1994: Grand Prix Spain, Dritter
- 1994: Mr. Olympia, Vierter
- 1996: Arnold Classic, Dritter
- 1996: Grand Prix Czech Republic, Dritter
- 1996: Grand Prix England, Dritter
- 1996: Grand Prix Germany, Vierter
- 1996: Grand Prix Russia, Vierter
- 1996: Grand Prix Spain, Zweiter
- 1996: Grand Prix Switzerland, Zweiter
- 1996: Ironman Pro Invitational, Zweiter
- 1996: Mr. Olympia, Fünfter
- 1996: San Jose Pro Invitational, Zweiter
- 1997: Arnold Classic, Sechster
- 1997: Grand Prix Czech Republic, Sechster
- 1997: Grand Prix England, Vierter
- 1997: Grand Prix Finland, Fünfter
- 1997: Grand Prix Germany, Vierter
- 1997: Grand Prix Hungary, Vierter
- 1997: Grand Prix Russia, Fünfter
- 1997: Grand Prix Spain, Vierter
- 1997: Ironman Pro Invitational, Fünfter
- 1997: Mr. Olympia, Fünfter
- 1997: San Jose Pro Invitational, Fünfter
- 1998: Mr. Olympia, ohne Platzierung
- 1999: Night of Champions, Sieger
- 1999: Mr. Olympia, Siebter
- 2000: Night of Champions, Dritter
- 2002: Night of Champions, Sechster
- 2002: Southwest Pro Cup, Achter
- 2003: Grand Prix Hungary, Vierzehnter
- 2006: Montreal Pro, Zehnter